# David Grant Colson

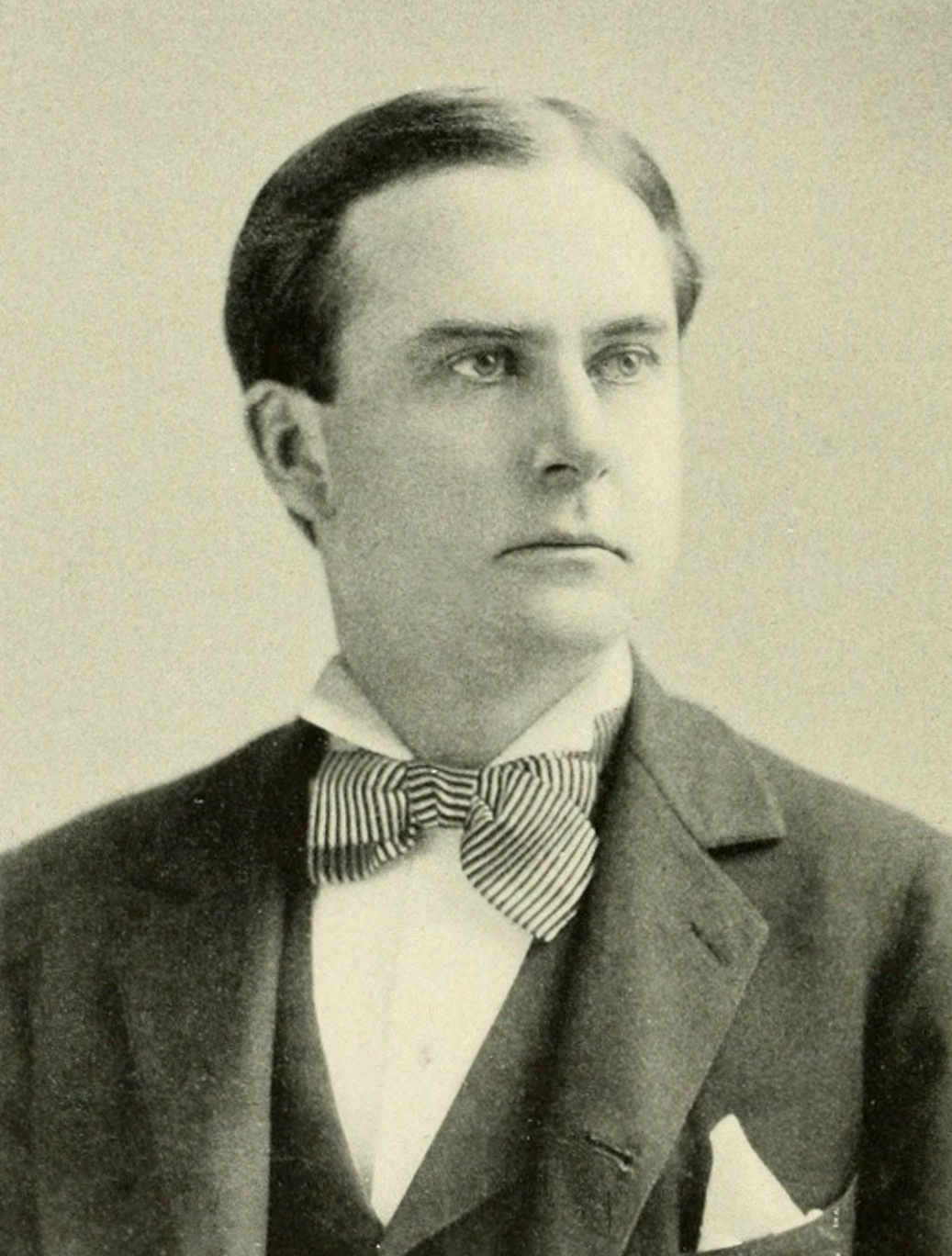
David Grant Colson

David Grant Colson (* 1. April 1861 in Middlesboro, Bell County, Kentucky; † 27. September 1904 ebenda) war ein US-amerikanischer Politiker. Zwischen 1895 und 1899 vertrat er den Bundesstaat Kentucky im US-Repräsentantenhaus.

## Werdegang
David Colson besuchte die öffentlichen Schulen seiner Heimat und im benachbarten Tennessee. Nach einem anschließenden Jurastudium an der University of Kentucky in Lexington und seiner 1880 erfolgten Zulassung als Rechtsanwalt begann er in Pineville in diesem Beruf zu arbeiten. Zwischen 1882 und 1886 war Colson in der Rentenabteilung des US-Innenministeriums in Washington, D.C. tätig. Im Jahr 1887 kehrte er nach Kentucky zurück, wo er als Mitglied der Republikanischen Partei eine politische Laufbahn einschlug.
In den Jahren 1887 und 1888 war er Abgeordneter im Repräsentantenhaus von Kentucky. Von 1893 bis 1895 amtierte er als Bürgermeister der Stadt Middlesboro. Bei den Kongresswahlen des Jahres 1894 wurde Colson im elften Wahlbezirk von Kentucky in das US-Repräsentantenhaus in Washington gewählt, wo er am 4. März 1895 die Nachfolge von Silas Adams antrat. Nach einer Wiederwahl im Jahr 1896 konnte er bis zum 3. März 1899 zwei Legislaturperioden im Kongress absolvieren. Ab 1897 war er Vorsitzender des Ausschusses zur Kontrolle der Ausgaben für öffentliche Liegenschaften. In seine Zeit als Kongressabgeordneter fiel auch der Spanisch-Amerikanische Krieg von 1898, an dem Colson als Oberst einer Regiments aus Kentucky teilnahm.
Nach seiner Zeit im US-Repräsentantenhaus machte David Colson am 16. Januar 1900 Schlagzeilen, als er bei einer Fehde mit einem Offizierskollegen aus dem Krieg bei einer Schießerei in Frankfort drei Männer erschoss. Über eventuelle juristische Folgen aus dieser Angelegenheit ist nichts bekannt. Davis Colson starb am 27. September 1904 in seinem Geburtsort Middlesboro.